# Küstenbefehlshaber westliche Ostsee
Küstenbefehlshaber westliche Ostsee war die Bezeichnung einer militärischen Dienststelle der deutschen Kriegsmarine und ihres Befehlshabers. Er unterstand dem Chef der Marinestation der Ostsee und nahm zugleich die Aufgabe des Kommandanten im Abschnitt Kiel wahr. Der Stab befand sich in Kiel.
Der Befehlsbereich erstreckte sich zunächst von der deutsch-dänischen Grenze bis zur Grenze zwischen Mecklenburg und Pommern. Er wurde 1943 um die Küste des westlichen Pommern bis zur Dievenow erweitert, als die Dienststelle Küstenbefehlshaber Pommern aufgelöst wurde.

## Geschichte
Vorläufer des Küstenbefehlshabers westliche Ostsee war die im Oktober 1927 eingerichtete Dienststelle Kommandant von Kiel, die 1936 in Kommandant der Befestigungen von Kiel und 1937 in Kommandant der Befestigungen westliche Ostsee umbenannt wurde. Zu Kriegsbeginn 1939 erhielt die Dienststelle ihre endgültige Bezeichnung. 1944 wurde die Dienststelle aufgelöst und die Aufgaben gingen an den Kommandierenden Admiral westliche Ostsee und an mehrere ihm nachgeordnete Seekommandanturen über.
Aus der bisherigen Dienststelle wurde der Stab des Kommandanten der Seeverteidigung Schleswig-Holstein und Mecklenburg gebildet.

## Unterstellte Verbände und Dienststellen
- Marinefestungspionierstab westliche Ostsee (Kiel)
- Sperrkommandant Kiel (Sperrflottille), ab Juli 1941 Sperrkommandant westliche Ostsee (Sperrflottille); zugleich Hafenkapitän Kiel. Ab Oktober 1942 Küstenschutzflottille westliche Ostsee, im Oktober 1943 wiederum umbenannt in 1. Sicherungsflottille und dem Befehlshaber der Sicherung der Ostsee unterstellt.
- Kommandant der Stadt Kiel/Wehrmachtskommandant Kiel (März/April 1945: Kapitän zur See Hans Ibbeken)
- Marineartillerie mit folgenden zeitweise bestehenden Verbänden
  - 1. Marineartillerieabteilung (Kiel)
  - 1. Ersatz-Marineartillerieabteilung (Kiel, später Lütjenholm),
  - Marineartillerieabteilung 121 (Laboe)
- Marineflakgruppenkommando Kiel, ab Januar 1940 1. Marineflakregiment, ab Mai 1942 I. Marineflakbrigade (Brigadekommandeur war der Küstenbefehlshaber) mit folgenden Kräften
  - Marineflakabteilung 211 (Eckernförde)
  - Marineflakabteilung 221 (Kiel-Friedrichsort, später Dehnhöft)
  - Marineflakabteilung 231 (Rendsburg)
  - Marineflakabteilung 241 (Kiel-Elmschenhagen)
  - Marineflakabteilung 251 (Kiel-Schönwohld)
  - Marineflakabteilung 261 (Probsteierhagen)
  - Marineflakabteilung 271 (Kiel-Jägersberg)
  - Marineflakabteilung 281 (Kiel, ab 1942)
  - 2. Marinenebelabteilung (Kiel, ab März 1942)
  - 5. Marinekraftfahrabteilung (Kiel)
- Marineflugmeldeabteilung westliche Ostsee
- Marinekraftfahrabteilung Kiel, später 1. Marinekraftfahrabteilung
- Marinekraftfahrausbildungsabteilung (Heidkaten)
- Marinefeuerschutzabteilung (Kiel, ab Herbst 1942)
- Marinepeilabteilung Pommern (Ahlbeck, ab Januar 1944), später Marinepeilabteilung II. (Lüchow)
- Luftschutzschule beim Küstenbefehlshaber westliche Ostsee (Kiel)
- Wehrmachtskommandant von Mürwik (zugleich Kommandeur der Marinekriegsschule Mürwik)
- Wehrmachtskommandant von Eckernförde
- Wehrmachtsstandortältester Neustadt in Holstein
- Kommandant Stützpunkt Warnemünde, bis Dezember 1939 zugleich Kommandant im Abschnitt Mecklenburgische Küste
  - Hafenkapitän Warnemünde (bis 1940)
  - Hafenschutzflottille Warnemünde (bis 1940)

Dienststellen, die nach der Auflösung des Küstenbefehlshabers Pommern im September 1943 dem Küstenbefehlshaber westliche Ostsee unterstellt wurden
- Marinetruppenlager Waren (Müritz)
- 3. Ersatz-Marineartillerieabteilung (Deutsch Krone, bis Ende 1943)
- 3. Marineflugmeldeabteilung (Swinemünde)
- 3. Marinekraftfahrabteilung (Swinemünde)
- Kommandant im Abschnitt Swinemünde, Fregattenkapitän d. R. (MA)/Kapitän zur See d. R. (MA) Axel Loewe (zugleich Kommandeur Marineflakabteilung 233)
  - Marineflakabteilung 233
  - Hafenkapitän Swinemünde
- Kommandant im Abschnitt Stralsund (zugleich Wehrmachtskommandant Stralsund und Kommandeur 1. Schiffsstammregiment)
- Kommandant im Abschnitt Rügen-Hiddensee (zugleich Wehrmachtsstandortältester und Inselkommandant Rügen-Hiddensee)

## Kommandant der Seeverteidigung Schleswig-Holstein und Mecklenburg
Der Seekommandant Schleswig-Holstein und Mecklenburg war für das ursprüngliche Gebiet des Küstenbefehlshaber westliche Ostsee ohne die 1943 hinzugekommenen Gebiete in Pommern zuständig. Sein Stab verblieb zunächst in Kiel, um im April 1945 nach Kappeln an der Schlei zu verlegen. Ihm unterstanden in seinem Verantwortungsbereich im Wesentlichen dieselben Dienststellen und Verbände wie zuvor dem Küstenbefehlshaber:
- Marinefestungspionierstab 6 (Kiel)
- Hafenkapitän Kiel, zugleich Sperrkommandant westliche Ostsee
- Wehrmachtskommandant Kiel
  - Festungswachabteilung Kiel
- 1. Marineflakbrigade (Brigadekommandeur war bis April 1944 der Seekommandant) mit folgenden Kräften
  - Marineflakabteilung 211 (Eckernförde)
  - Marineflakabteilung 221 (Dehnhöft)
  - Marineflakabteilung 241 (Kiel-Elmschenhagen)
  - Marineflakabteilung 243 (Rendsburg)
  - Marineflakabteilung 251 (Kiel-Schönwohld)
  - Marineflakabteilung 261 (Probsteierhagen)
  - Marineflakabteilung 271 (Kiel-Jägersberg)
  - Marineflakabteilung 281 (Kiel)
  - 5. Marinekraftfahrabteilung (Kiel)
- 1. Marineflugmeldeabteilung
- 1. Marinekraftfahrabteilung (Kiel)
- 1. Marinekraftfahrausbildungsabteilung (Tetlingen, Bernau, Flensburg)
- 2. Marinenebelabteilung (Kiel, ab März 1942)
- Marinefestungspionierbataillon 330 (Kiel)
- 1. Marinefeuerschutzabteilung (Kiel)
- Marinetruppenlager Waren (Müritz)
- Hafenkapitän Warnemünde
- Hafenkommandant Rostock (ab April 1945)

Kommandanten waren von November 1944 bis April 1945 Konteradmiral Werner Stichling, im April 1945 der Kapitän zur See Hans Ibbeken und im Mai 1945 der Kapitän zur See Günther Wachsmuth.

## Befehlshaber
Folgende Offiziere bekleideten die Position des Küstenbefehlshabers westliche Ostsee:
- Vizeadmiral Raul Mewis, März 1935 – April 1940 (bis Oktober 1937 Kommandant der Befestigungen von Kiel, dann bis April 1940 Kommandant der Befestigungen westliche Ostsee)
- Vizeadmiral Thilo von Seebach, April 1940 – Juni 1941
- Kapitän zur See Wilhelm Matthies, Februar – April 1941 (in Vertretung)
- Vizeadmiral Raul Mewis, April – Juni 1941 (in Vertretung)
- Vizeadmiral Werner Grassmann, Juni 1941 – Februar 1943
- Konteradmiral Wilhelm Matthies, März – November 1943
- Konteradmiral Werner Stichling, November 1943 – November 1944

## Chefs des Stabes
- Korvettenkapitän/Fregattenkapitän/Kapitän zur See Friedrich Grattenauer: von April 1939 bis Februar 1943
- Kapitän zur See Eberhard Heinichen: von Februar 1943 bis September 1943
- Korvettenkapitän Theodor Martens: von Oktober 1943 bis zur Auflösung der Dienststelle